# Ідеальна монета
Ідеальна або банківська (банківська) монета — умовна монета, яка не існує в реальному вигляді і відповідає певній масі дорогоцінного металу (як правило, золота або срібла) або чистій вазі найкращої монети, що обертаються на ринку.

## Приклади ідеальних монет
Типовими прикладами ідеальних монет є банківський (банківський) флорини Амстердамського банку, а також банкоталер та банкомарка Гамбурзького банку.
Створений в 1609 Амстердамський банк встановив постійну лічильну одиницю, що дорівнювала 211,91 аса чистого срібла і називалася банківським флорином, в якій і велися всі облікові та розрахункові банківські операції.
Гамбурзький банк для ведення операцій з 1619 використовував лічильну одиниці, умовний зміст срібла в якій відповідало чистій вазі рейхсталера, тобто 25,98 грама. Реальні монети, що перебували в обігу, перераховувалися в банкоталери пропорційно їх металевому змісту. Один банкоталер дорівнював 3 банкомаркам, 48 банкошилінгам або 486 банкопфенігам.

## Ідеальна та лічильна монета
Поняття "ідеальна монета" близьке за значенням терміна "лічильна монета". Але для лічильної монети пріоритетним є кількість монет, що міститься в ній, дрібніших номіналів, а не їх загальна вага. Тобто при зміні вмісту срібла в дрібніших монетах лічильна монета, як і раніше, включатиме те ж їхнє число, але буде еквівалента меншій вазі чистого срібла. Для ідеальної монети константою є чиста вага дорогоцінного металу, що міститься в ній, а не число еквівалентних їй дрібних монет. Тобто при зміні вмісту срібла в дрібніших монетах його зміст в ідеальній монеті не зміниться, але вона буде еквівалента більшій кількості дрібних монет.